# 광주 도시철도
광주 도시철도(光州 都市鐵道)는 대한민국 광주광역시 내부를 운행하는 도시 철도 체계이다. 광주교통공사에서 운영을 담당하며, 현재 1호선이 운행 중이다. 2004년 4월 28일 1호선 소태 - 상무 구간이 최초 개통되면서 영업을 시작하였다.

## 구성
광주 도시철도는 최초 5호선까지 계획되었으나 IMF 구제금융사건으로 1996년 착공된 1호선을 제외한 나머지 계획은 폐기되었다. 2000년 이후 재추진되어 현재 3호선까지 계획되어 있다가 3호선을 없애고 2호선을 확대순환화 하기로 했다.

### 최초 계획
- 1호선(20.60km) : 동구 소태동 ~ 금남로 ~ 상무신도시 ~ 광주공항 ~ 광주송정역 ~ 평동산업단지 (1996년 착공 후 2003년 개통 계획)
- 2호선(13.70km) : 남구 효천역 - 송암공단 - 백운광장 - 금남로 4가 - 말바우시장 - 북구 문화동 (2004년 착공 후 2009년 개통 계획)
- 3호선(24.00km) : 장성군 월정리 - 광산구 첨단지구 - 양산지구 - 국립광주박물관 - 광주문화예술회관 - 유스퀘어 - 농성 - 백운광장 - 남광주역 - 광주역
- 4호선(28.15km) : 광주역 - 전남대학교 - 북구 오치동 - 일곡지구 - 양산지구 - 보훈병원 - 광주시청 - 상무 - 서구 금호지구 - 월드컵경기장 - 금남로 5가 - 광주역
- 5호선(16.60km) : 장성군 월정리 - 하남공단 - 광산구 우산동 - 유스퀘어 - 금남로 5가

### 현 계획
- 2호선(41.7km) : 백운광장 - 조선대 - 광주역 뒤편 - 전남대학교 - 일곡지구 - 첨단지구 - 수완지구 - 운남지구 - 광주시청 - 상무 - 월드컵경기장 - 풍암지구 - 백운광장 (1단계: 2026년 12월 개통, 2단계: 2029년 12월 개통)

## 노선
| 노선색 | 노선명 | 기점 | 종점 | 연장   | 역 수 | 운영         |
| ------ | ------ | ---- | ---- | ------ | ----- | ------------ |
|        | 1호선  | 녹동 | 평동 | 20.1km | 20개  | 광주교통공사 |

### 1호선
부산, 대구에 이어 세 번째로 수도권을 제외한 지역에 건설된 지하철이다. IMF 구제금융사건의 여파로 2단계로 나누어 건설되었다. 1구간(녹동  - 남광주역 - 금남로 - 상무)은 1996년 8월 28일 기공하여 2004년 4월 28일에 개통했으며, 2구간(상무 - 송정리역 - 평동)은 2000년 4월 6일 기공하여 2008년 4월 11일에 개통하였다.
번화가인 금남로와 호남고속철도 개통으로 이용객이 증가한 광주송정역을 지나기 때문에 예전까지만 해도 적었던 이용객이 대폭 증가했다.

### 2호선
2호선 건설 찬반 여부가 엇갈렸다가 2018년 11월, 건설이 확정되었다. 2019년 10월 21일, 1단계 구간을 착공하였으며 2026년 12월에 개통할 예정이다.
2단계 구간은 2023년 12월 13일에 착공하여 2029년 말에 개통 예정이다.

## 운임 체계
광주 지하철의 운임 체계는 전 구간 균일요금제로 운영된다.
| 전 구간      | 전 구간                                      | 1,250원                                                   | 1,400원                                                   | 900원                                                     | 1,400원                                                   | 500원                                                     | 500원                                                     |                                                           |                                                           |
| 1일 승차권   | 1일 승차권                                   | 없음                                                      | 없음                                                      | 없음                                                      | 없음                                                      | 없음                                                      | 없음                                                      | 없음                                                      | 없음                                                      |
| 1개월 승차권 | 1개월 승차권                                 | 없음                                                      | 없음                                                      | 없음                                                      | 없음                                                      | 없음                                                      | 없음                                                      | 없음                                                      | 없음                                                      |
| 환승 요금    | 무료 환승, 630원(시계외구간 이용시 광역환승) | 지하철, 버스 하차 후 30분 이내 (교통카드 사용시에만 해당) | 지하철, 버스 하차 후 30분 이내 (교통카드 사용시에만 해당) | 지하철, 버스 하차 후 30분 이내 (교통카드 사용시에만 해당) | 지하철, 버스 하차 후 30분 이내 (교통카드 사용시에만 해당) | 지하철, 버스 하차 후 30분 이내 (교통카드 사용시에만 해당) | 지하철, 버스 하차 후 30분 이내 (교통카드 사용시에만 해당) | 지하철, 버스 하차 후 30분 이내 (교통카드 사용시에만 해당) | 지하철, 버스 하차 후 30분 이내 (교통카드 사용시에만 해당) |

- 선불: 한페이, 이즐, 티머니, 레일플러스, 원패스, 마이비
- 후불: 광주은행, 국민, 농협, 롯데, BC, 삼성, 신한, 하나, 현대

## 이용 인원

### 2015년 기준 이용 인원
광주 지하철은 전국 지하철 노선 가운데 가장 적은 수의 이용객이 이용하는 노선이었다. 일반철도역 및 터미널과의 연계가 어려운 노선이 승객 유치에 어려움을 겪는 요인으로 지적되었었다. 그러나 2015년 호남고속철도가 개통하여 이용객이 증가하고 있다.
| 노선 구분 | 노선 구분     | 승차 인원  | 승차 인원 |
| 노선명    | 구간          | 연총량     | 하루 평균 |
| --------- | ------------- | ---------- | --------- |
| ● 1호선   | 월남동 ~ 옥동 | 18,052,898 | 74,658    |

## 연혁
- 1996년 8월 28일: 광주 도시철도 1호선 1구간 소태역 - 상무역 구간 기공.
- 2000년 4월 6일: 1호선 2구간 상무역 - 평동역 구간 기공.
- 2004년 4월 28일: 1호선 1구간 개통.
- 2008년 4월 11일: 1호선 전구간 개통.

## 사건·사고
2024년 5월 2일 광주시소방본부 등에 따르면 오전 8시 40분쯤 광주 남구 봉선동 2호선 도시철도 공사현장에서 유독가스가 대량으로 배출되는 등 화재가 발생해서 140명 대피했으며 소화기는 가까운데 없었다.

## 같이 보기
- 대한민국의 도시 철도